# Sjahoemian (gewest)
Sjahoemian (Armeens: Շահումյան) was een gewest in de internationaal niet-erkende Nagorno-Karabach met hoofdstad Karvatsjar. Het gewest had een oppervlakte van 1830 km² en had 2560 inwoners (2005). In 2015 bedroeg het aantal inwoners 3100. Het gewest was onderverdeeld in 52 gemeenten en grensde aan Armenië in het westen, aan centraal gecontroleerd Azerbeidzjan in het noorden, en aan de Artsachse gewesten Mardakert en Kasjatag in het oosten en in het zuiden.
Als gevolg van de oorlog in Nagorno-Karabach van 2020 kwam dit gewest weer onder Azerbeidzjaanse gezag.

## Sjahoemian tot 1992

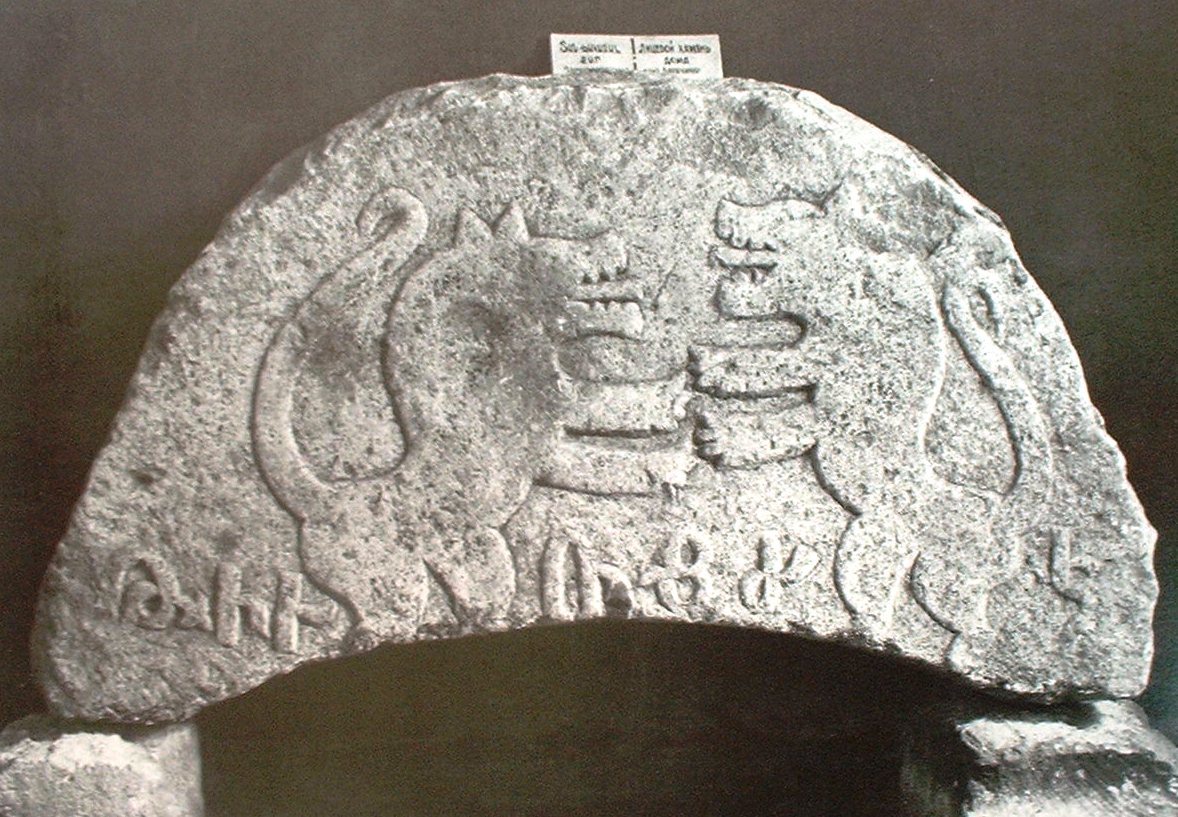
18e-eeuwse wapen van het lokale Armeense vorstenhuis van Sjahoemian. Het gewest had vroeger de naam Gjoelistan, die meestal als Rozenland, soms ook als Wolvenland verklaard wordt.

Oorspronkelijk omvatte de bestuurlijke entiteit het noordelijke deel van Nagorno-Karabach, de hoofdstad was het gelijknamige Sjahoemian. Dit gebied werd voornamelijk bewoond door etnische Armeniërs, maar had ten tijde van de Sovjet-Unie geen deel uitgemaakt van de Nagorno-Karabachse Autonome Oblast (NKAO). Op 2 september 1991 riepen de lokale autoriteiten van Sjahoemian samen met die van de NKAO de republiek Nagorno-Karabach uit. In 1992 werd Sjahoemian echter veroverd door het leger van Azerbeidzjan, waarna de Armeniërs vluchtten. De stad Sjahoemian heeft sindsdien de Azerbeidzjaanse naam Aşağı Ağcakənd gekregen. Na de oorlog in Nagorno-Karabach, werd de naam Sjahoemian de bestuurlijke benaming van het district Kalbajar, die onder de controle van Nagorno-Karabach was gekomen.
Karvachar is de Armeense benaming van het gewest, het komt overeen met Kajkunik, een van de gewesten van het historische Artsach. Sinds de late middeleeuwen was de stad Zar de vorstelijke zetel. In de 17e eeuw werd de Armeense bevolking van de gewesten Karvatsjar gedeporteerd door Abbas I de Grote en daarop vestigden zich in het gebied Koerden.
Karavatsjar was rijk aan ongeveer 750 Armeense monumenten, waaronder kloosters, kastelen, kruisstenen en inscripties. Het bekendste klooster is Dadivank.

## Geboren
- Benjamin Markarian (1913-1985), astrofysicus

## Teruggave aan Azerbeidzjan
Het gewest werd op 25 november 2020 overgedragen aan Azerbeidzjan in het kader van een vredesdeal, die werd gesloten op 10 november 2020 na een nieuwe oorlog om de regio.